# Johann August Giesel

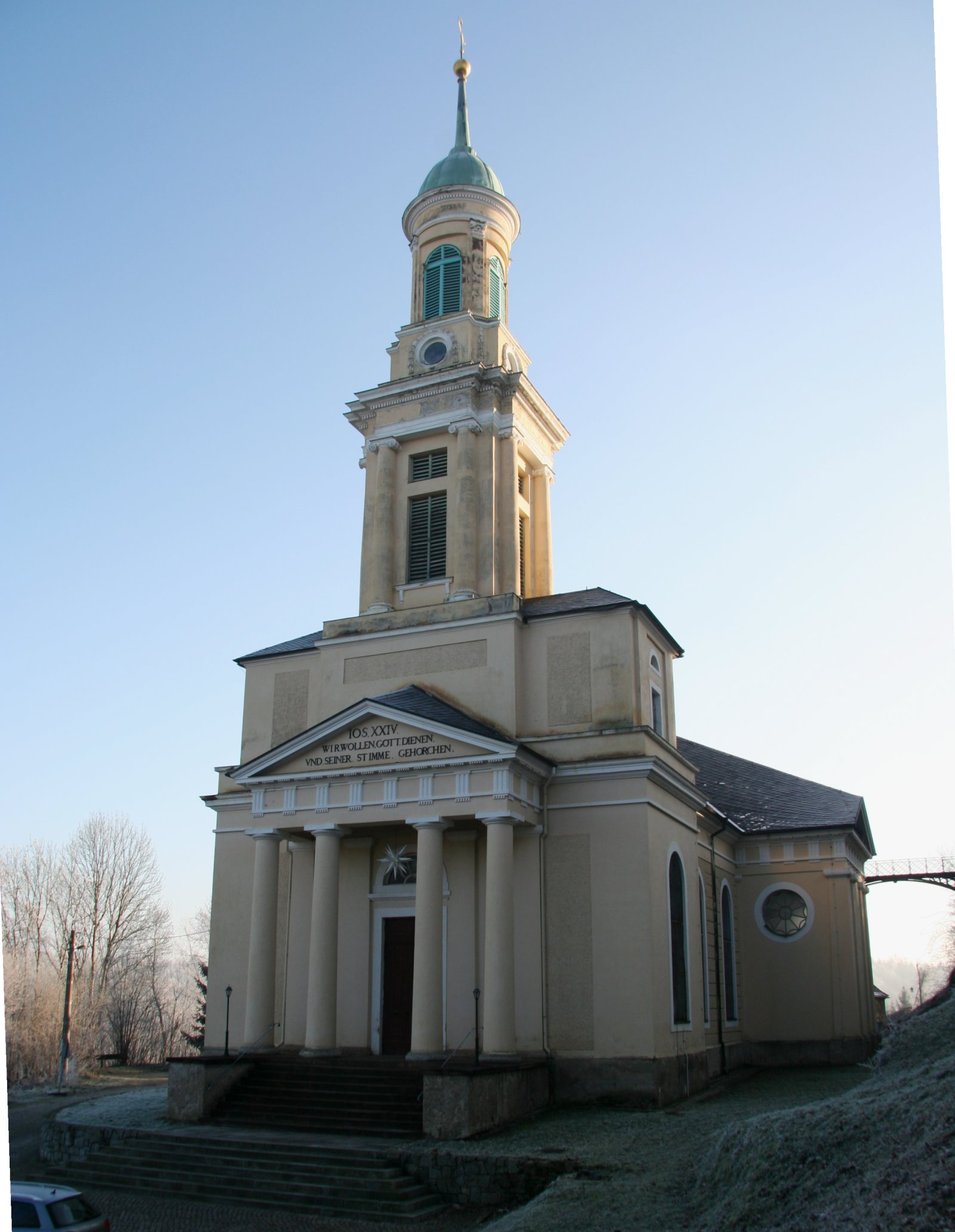
St.-Mauritius-Kirche in Wolkenburg

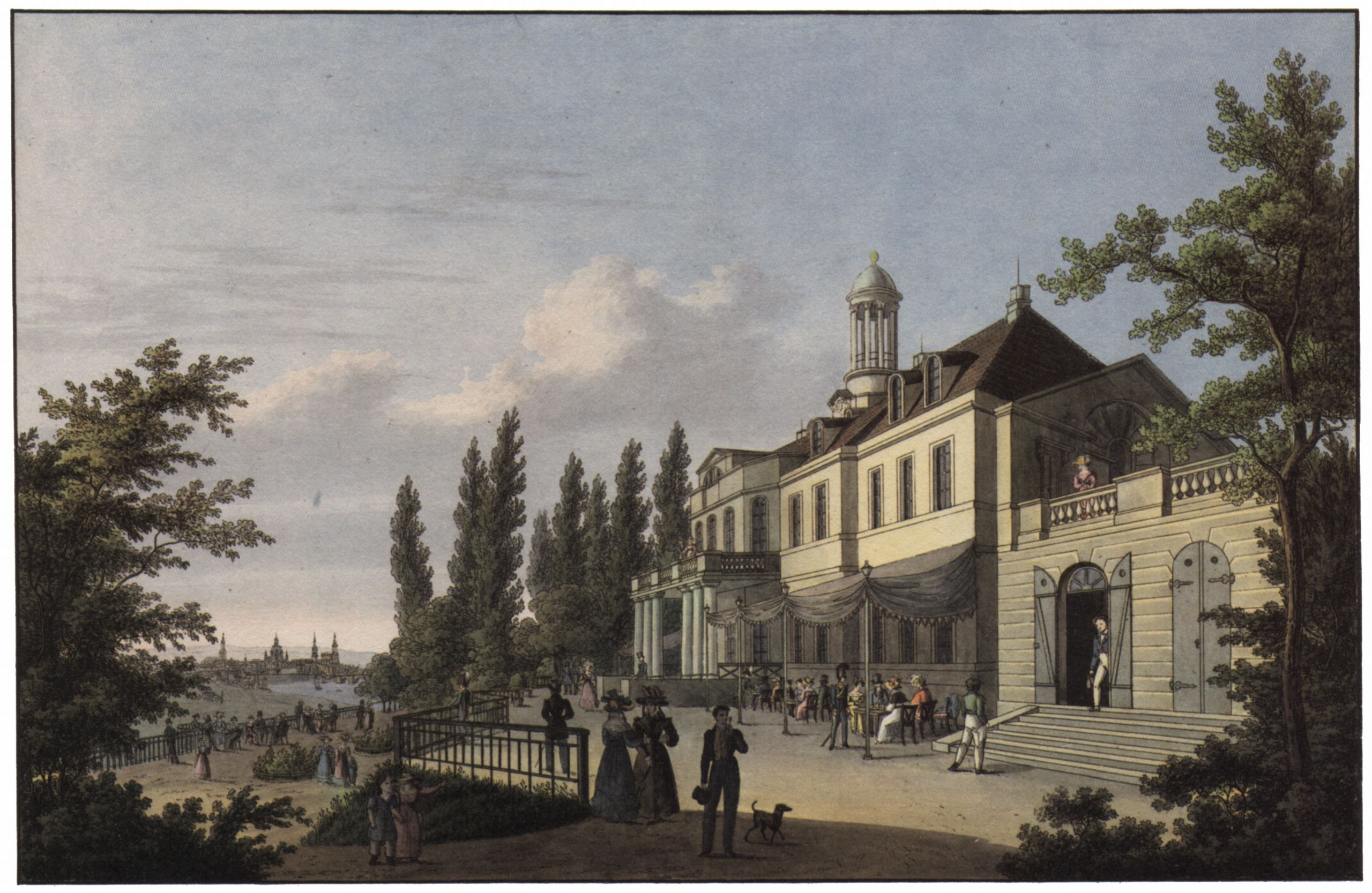
Ansicht des Berg-Palais des verst. James Ogilvy, 7. Earl of Findlater, das Palais wurde 1811 von Johann August Giesel für Lord Findlater errichtet

Johann August Giesel (* 14. Januar 1751 in Dresden; † 18. April 1822 ebenda) war ein deutscher Architekt und Hofbaumeister. Er war Schüler von Friedrich August Krubsacius und Jean-François Chalgrin. Er war der Bruder des Malers Johann Ludwig Giesel.

## Leben
Giesel wurde 1783 von Maximilian von Sachsen zum Bauinspektor ernannt und stand seit mindestens 1797 als Bau- und Garteninspektor im Dienste von Anton von Sachsen. Giesel galt in Dresden als Vertreter des französischen Klassizismus. 
Er starb 1822 in Dresden und ist auf dem Eliasfriedhof im Feld C 2-1 begraben.

## Hauptwerke
- Entwurf des Grabdenkmals für den Chevalier de Saxe (1774)
- Umbau des Prinz-Max-Palais in der Dresdner Ostra-Allee (neues Portal, Observatorium, Innenausstattung und Garten) (1783)
- Umgestaltung des Sekundogenitur-Gartens in den englischen Parkstil (1783) sowie damit verbundener Umbau des Palais der Sekundogenitur
- Haus Sorgenfrei in der Lößnitz, heute Stadtteil Oberlößnitz von Radebeul (1786)
- Umbau und Erweiterung des Bayrischen Brauhauses in der Friedrichstadt (1789)
- Schlosstheater in Teplitz (1789)
- St.-Mauritius-Kirche in Wolkenburg (1794–1804)
- Rathaus in Teplitz (1806)
- Palais für James Ogilvy, 7. Earl of Findlater in Findlaters Weinberg in Loschwitz (1811)